# Ярмолюк, Владимир Викторович
Владимир Викторович Ярмолю́к (род. 15 февраля 1945, Хабаровск) — советский и российский геолог, академик РАН (2011). Лауреат Государственной премии РФ.

## Биография
Родился 15 февраля 1945 года.
Работает заместителем директора Института геологии рудных месторождений, петрографии, минералогии и геохимии Российской академии наук (ИГЕМ РАН).
В 2006 году был избран членом-корреспондентом, в 2011 году — действительным членом РАН.
Является заместителем главного редактора журнала «Геология рудных месторождений» РАН, членом редколлегий журналов РАН «Вулканология и сейсмология» и «Геотектоника».
Область научных интересов — процессы глубинной геодинамики, формирование литосферы.
Им были исследованы территории Южной Сибири и Центральной Азии, изучены их геологическое строение и происхождение, произведено районирование коры региона по изотопному возрасту.

## Награды и премии
- Медаль ордена «За заслуги перед Отечеством» II степени (5 февраля 2024 года) — за большой вклад в развитие отечественной науки, многолетнюю плодотворную деятельность и в связи с 300-летием со дня основания Российской академии наук[3]
- премия имени В. А. Обручева (2005) — за цикл работ «Этапы и механизмы формирования континентальной коры Центральной Азии»
- Государственная премия РФ (1997) — за цикл трудов «Глубинная геодинамика».
- премия Ленинского комсомола (1978) — за цикл работ «Вулканогенные комплексы и связанные с ними колчеданно-полиметаллические месторождения»